# Guatemalai labdarúgó-bajnokság (első osztály)
A Liga Nacional de Fútbol de Guatemala a guatemalai labdarúgó-bajnokságok legfelsőbb osztályának elnevezése. A bajnokságot 1919-ben alapították és 12 csapat részvételével zajlik. 
A bajnokságot két részre oszlik. Első az úgynevezett Apertura, ami júliustól decemberig zajlik, második a Clausura, ami pedig decembertől májusig tart. A bajnok a bajnokok ligájában indulhat.

## A 2015–2016-os bajnokság résztvevői
| 2013-14                |                |
| Klub                   | Város          |
| Coatepeque             | Coatepeque     |
| Comunicaciones         | Guatemalaváros |
| Halcones               | Huehuetenango  |
| Heredia Jaguares       | San José       |
| Iztapa                 | Puerto Iztapa  |
| Malacateco             | Malacatán      |
| Marquense              | San Marcos     |
| Mictlán                | Asunción Mita  |
| Municipal              | Guatemalaváros |
| Suchitepéquez          | Mazatenango    |
| Universidad San Carlos | Guatemalaváros |
| Xelajú                 | Quetzaltenango |

## Eddigi bajnokok
| Évek               | Bajnok                 |
| ------------------ | ---------------------- |
| Liga Capitalina    |                        |
| 1919               | Allies                 |
| 1920               | Hércules               |
| 1921               | nem rendezték meg      |
| 1922               | Allies                 |
| 1923               | La Joya                |
| 1924               | Escuela de Medicina    |
| 1925               | La Joya                |
| 1926               | Escuela de Medicina    |
| 1927               | Hércules               |
| 1928               | Escuela de Medicina    |
| 1929               | Escuela de Medicina    |
| 1930               | Universidad            |
| 1931               | Universidad            |
| 1932               | Guatemala FC           |
| 1933               | Escuela Politécnica    |
| 1934               | Escuela Politécnica    |
| 1935               | Cibeles                |
| 1936               | Cibeles                |
| 1937               | Quetzal                |
| 1938               | Tipografia Nacional    |
| 1939               | Tipografia Nacional    |
| 1940               | Tipografia Nacional    |
| 1941               | Guatemala FC           |
| Campeonato de Liga |                        |
| 1942/43            | Municipal              |
| 1943               | Tipografia Nacional    |
| 1944/45            | Tipografia Nacional    |
| 1947               | Municipal              |
| 1950/51            | Municipal              |
| 1952/53            | Tipografia Nacional    |
| 1954/55            | Municipal              |
| 1956               | Comunicaciones         |
| 1957/58            | Comunicaciones         |
| 1959/60            | Comunicaciones         |
| 1961/62            | Xelajú Mario Camposeco |
| 1963/64            | Municipal              |
| 1964               | Aurora                 |
| 1965/66            | Municipal              |
| 1966               | Aurora                 |
| 1967/68            | Aurora                 |
| 1968/69            | Comunicaciones         |
| 1969/70            | Municipal              |
| 1970/71            | Comunicaciones         |
| 1971               | Comunicaciones         |
| 1972               | Comunicaciones         |
| 1973               | Municipal              |
| 1974               | Municipal              |
| 1975               | Aurora                 |
| 1976               | Municipal              |
| 1977               | Comunicaciones         |
| 1978               | Aurora                 |
| 1979/80            | Comunicaciones         |
| 1980               | Xelajú Mario Camposeco |
| 1981               | Comunicaciones         |
| 1982               | Comunicaciones         |
| 1983               | CD Suchitepéquez       |
| 1984               | Aurora                 |
| 1985/86            | Comunicaciones         |
| 1986               | Aurora                 |
| 1987               | Municipal              |
| 1988/89            | Municipal              |
| 1989/90            | Municipal              |
| 1990/91            | Comunicaciones         |
| 1991/92            | Municipal              |
| 1992/93            | Aurora                 |
| 1993/94            | Municipal              |
| 1994/95            | Comunicaciones         |
| 1995/96            | Xelajú Mario Camposeco |
| 1996/97            | Comunicaciones         |
| 1997/98            | Comunicaciones         |
| 1998/99            | Comunicaciones         |
| 1999/00 A          | Comunicaciones         |
| 1999/00 C          | Municipal              |
| 2000/01 A          | Municipal              |
| 2000/01 C          | Comunicaciones         |
| 2001/02            | Municipal              |
| 2001/02 C          | Municipal              |
| 2002/03 A          | Comunicaciones         |
| 2002/03 C          | Comunicaciones         |
| 2003/04 A          | Municipal              |
| 2003/04 C          | Cobán Imperial         |
| 2004/05 A          | Municipal              |
| 2004/05 C          | Municipal              |
| 2005/06 A          | Municipal              |
| 2005/06 C          | Municipal              |
| 2006/07 A          | Municipal              |
| 2006/07 C          | Xelajú MC              |
| 2007/08 A          | Jalapa                 |
| 2007/08 C          | Municipal              |
| 2008/09 A          | Comunicaciones         |
| 2008/09 C          | Jalapa                 |
| 2009/10 A          | Municipal              |
| 2009/10 C          | Municipal              |
| 2010/11 A          | Comunicaciones         |
| 2010/11 C          | Comunicaciones         |
| 2011/12 A          | Municipal              |
| 2011/12 C          | Xelajú MC              |
| 2012/13 A          | Comunicaciones         |
| 2012/13 C          | Comunicaciones         |
| 2013/14 A          | Comunicaciones         |
| 2013/14 C          | Comunicaciones         |
| 2014/15 A          | Antigua GFC            |
| 2014/15 C          | Comunicaciones         |

## Bajnoki címek eloszlása
| Az eddigi bajnokok  |                |                     |
| Klub                | Város          | Bajnoki címek száma |
| Municipal           | Guatemalaváros | 29                  |
| Comunicaciones      | Guatemalaváros | 26                  |
| Club Aurora         | Guatemalaváros | 8                   |
| Xelajú              | Quetzaltenango | 5                   |
| Tipografía Nacional | Guatemalaváros | 3                   |
| Deportivo Jalapa    | Jalapa         | 2                   |
| Cobán Imperial      | Cobán          | 1                   |
| Suchitepéquez       | Mazatenango    | 1                   |